# 鲍格洛
蒂莫特乌斯·波科拉（捷克語：Timoteus Pokora，1928年6月26日—1985年7月11日），中文名鲍格洛，是捷克汉学家，知名于对中国汉朝历史与文学的研究。曾将《论衡》选译为捷克文。

## 生平
1928年6月26日出生于布爾諾。本科毕业于布尔诺大学法学专业，之后考入布拉格查理大学文学院汉语文学专业，1955年以一篇关于王充的论文获得硕士学位。他又在北京大学哲学系进修了两年，师从朱谦之。回国后完成了关于桓譚的博士论文答辩。此后一直在捷克斯洛伐克科学院东方研究所工作，期间还常与朱先生保持信件联络。
曾在海德堡大学（1965年至1966年），密歇根大学（1969年至1970年）讲学。華約入侵捷克斯洛伐克后被停职。1985年7月11日在布拉格逝世。

## 论文选
- 《李悝法经的一个双重伪造问题》（东方档案1959年第27期）
- 《桓谭的年代》
- 《再论桓谭的年代》
- 《关于中国和中国的意识形态》（与白利德等人合作，新东方1969年）

## 翻译作品
- 缪楚黄. . 1960年.